# Fabrica de ciment din Turda

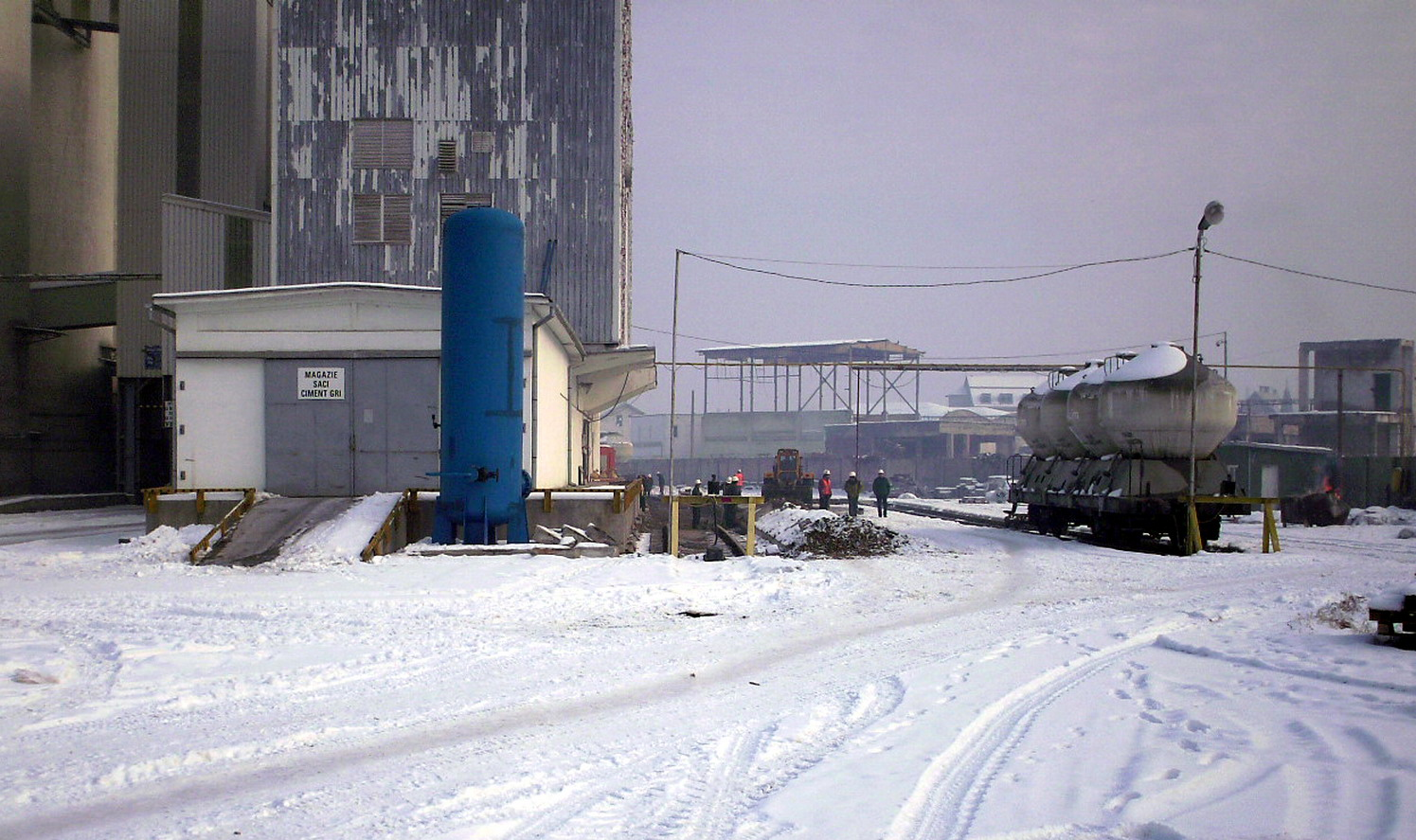
Imagine din cadrul fabricii

Fabrica de ciment din Turda este o companie specializată în industria materialelor de construcții.

## Istoric
Istoria fabricii începe la 20 mai 1913. Fabrica a fost fondată de Pesti Magyar Kereskedelmi Bank, împreuna cu Wiener Bodencredit Anstalt și F.L.Smidth et Co. Copenhaga. Capitalul investit a fost de 4,5 milioane coroane. Punerea în funcțiune este consemnată în anul 1916.
În 1922, fabrica a fost cumpărată de societatea franco-română "Ciment Titan" din București. Producția fabricii a crescut de la 5.640 t/an în 1919, la 84.000 t/an în 1927, când la Turda se producea 23% din cimentul produs în România. Fabrica era cea mai mare unitate de profil dintre cele 11 fabrici de ciment din țară. Până când a reușit să școlarizeze tineri autohtoni, conducerea fabricii a apelat la muncitori calificați străini. Pentru cei care munceau la "Cimentul", conducerea fabricii a construit o "colonie". Aceasta era compusă din clădiri pentru locuit, un magazin si un club.
În 1926, întreprinderea turdeană de ipsos a fuzionat cu Cimentul Turda.
În 1940, la Fabrica de Ciment lucrau 474 muncitori, dintre care 326 erau necalificați. Oricum, acești foști muncitori interbelici îsi amintesc că salariul pe care îl aveau le asigura o viață destul de confortabilă, mai bună decât aceea a agricultorilor.
Fabrica s-a implicat și în viata comunității locale. Memoria colectivă păstrează amintirea contribuției pe care a avut-o Fabrica de Ciment la construirea Catedralei Ortodoxe din centrul orașului în 1935 (a furnizat cimentul necesar pentru ridicarea lăcașului de cult).
În perioada postbelică comunistă fabrica s-a numit la început "Victoria socialistă”, apoi "Combinatul pentru Lianți și Materiale Refractare".
SC Cimentul SA Turda a fost înființată ca societate pe acțiuni în baza Legii nr.15/1990 și HG nr.1176/1990, pe structura vechiului "Combinat de Lianti si Materiale Refractare". Obiectul de activitate: producerea și comercializarea de ciment, var și ipsos. 
Între fostul FPS (Fondul Proprietății de Stat) și firma HOLDERBANK Financiere Glasis Ltd cu sediul în Elveția s-au încheiat între 1997-1998 contracte pentru 51% din actiunile SC Cimentul SA Turda.
După ce SC Cimentul SA Turda a fost cumpărată in 1997 de grupul elvețian HOLDERBANK, denumirea grupului a devenit Holcim. Practic, a fost prima investiție a puternicului concern elvețian în România. Ulterior, Holcim a cumpărat și alte societăți producătoare de ciment din România și a deschis o serie de stații de betoane.
În anul 1998 s-a inființat unitatea separată SC Gypsum Turda SRL.
Evoluția fabricii de ciment Turda sub egida HOLCIM:
- 2000 • Modernizarea liniei cuptorului 7 – clincher gri (3 milioane USD).
- 2001 • Se modernizează centrul de expediție (5 milioane Euro) și se construiește o nouă clădire administrativă și o cantină pentru angajați (1 milion Euro).
- 2003 • Se oprește producția de ciment gri. Implementarea Sistemului de Management Integrat și certificarea acestuia de către TÜV Rheinland.
- 2004 • Se modernizează singura linie de producție a cimentului alb din România (3,5 milioane Euro). Se finalizează terminalul de descărcare a cimentului gri produs la Aleșd și transportat pe cale ferată.
- 2007 • Se oprește producția de ciment alb. Fabrica se concentrează pe livrarea de ciment gri, producția de agregate (filer și calcar) și de produse pentru aplicații speciale. Se modernizează terminalul de ciment gri și producția de cimenturi speciale (4 milioane Euro) și se inaugurează o nouă stație mobilă de concasare (2 milioane Euro).
- 2010 • Se inaugurează, pentru Holcim și pentru clienți, Laboratorul Regional Turda care oferă servicii integrate pentru ciment, betoane și agregate.
- 2011 • Continuă proiectele destinate optimizării procesului de producție și reducerii consumului de energie electrică.

În 2014, compania din Turda funcționa ca o unitate integrată, cu trei activități principale:
- măcinarea cimentului.
- terminal pentru cimentul gri (linie de împachetare a cimentului).
- producția de agregate (filer și calcar).